# زيرون مروحي الشكل
زيرون مروحي الشكل (الاسم العلمي:Xyris flabelliformis) هو نوع من النباتات يتبع جنس الزيرون من الفصيلة الزيرونية.